# Districte de Laufenburg
El districte de Laufenburg és un districte de Suïssa, al cantó d'Argòvia. El cap del districte és Laufenburg, té 23 municipis, una superfície de 152.56 km² i 33.279 habitants (cens de 2020).

## Economia
L'any 2000 n'hi havia 13.183 treballadors que vivien al districte. D'aquests, 9.714 o al voltant del 73,7% dels residents treballaven fora del districte, mentre que 5.635 persones es desplaçaven al districte per treballar. Hi havia un total de 9.104 llocs de treball (d'almenys 6 hores setmanals) al districte.

## Municipis

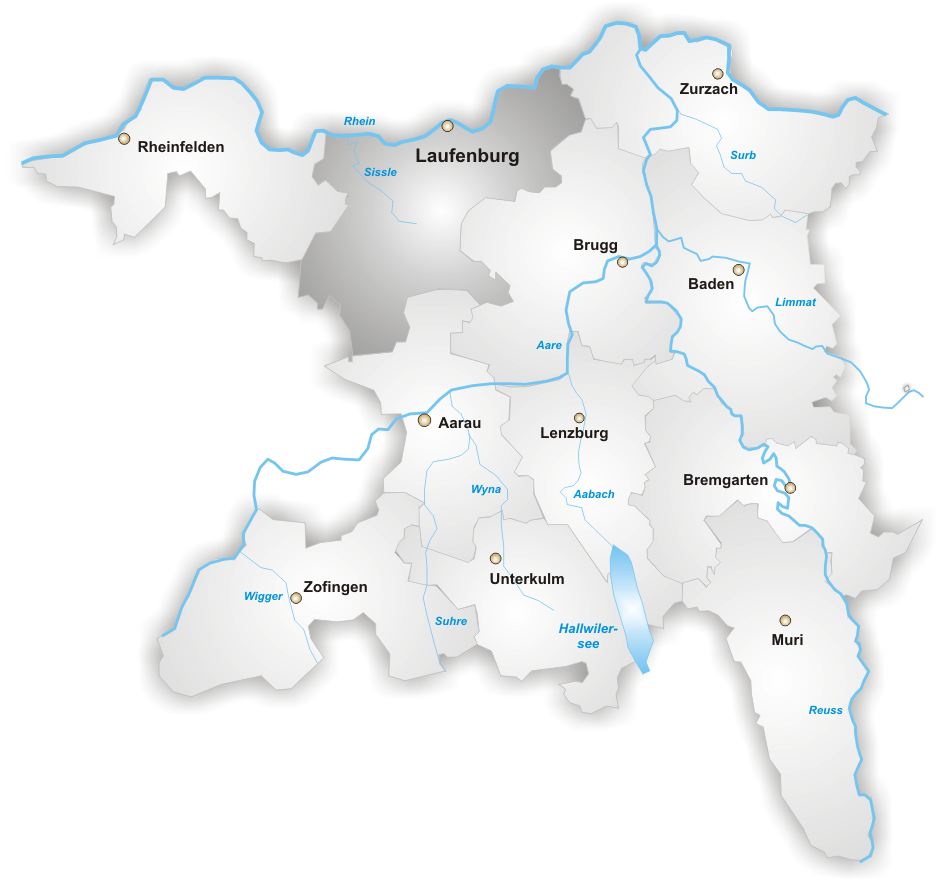
Districte de Laufenburg

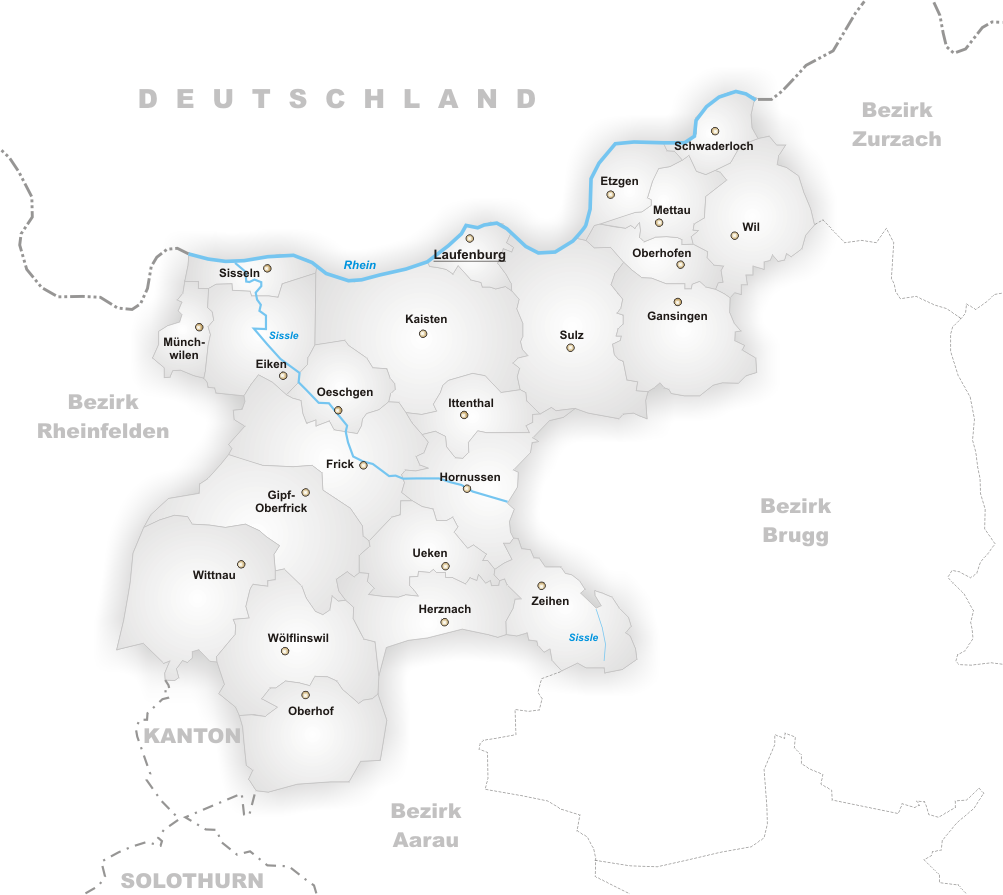
Municipis del districte de Laufenburg

| Escut          | Municipi       | Habitants (31.12.2004) | Superfície en km² |
| -------------- | -------------- | ---------------------- | ----------------- |
| Eiken          | Eiken          | 1858                   | 7.07              |
| Etzgen         | Etzgen         | 391                    | 3.28              |
| Frick          | Frick          | 4317                   | 9.96              |
| Gansingen      | Gansingen      | 919                    | 8.77              |
| Gipf-Oberfrick | Gipf-Oberfrick | 3004                   | 10.17             |
| Herznach       | Herznach       | 1171                   | 6.26              |
| Hornussen      | Hornussen      | 830                    | 7.27              |
| Ittenthal      | Ittenthal      | 206                    | 3.89              |
| Kaisten        | Kaisten        | 2138                   | 14.22             |
| Laufenburg     | Laufenburg     | 2074                   | 2.28              |
| Mettau         | Mettau         | 308                    | 3.29              |
| Münchwilen     | Münchwilen     | 607                    | 2.47              |
| Oberhof        | Oberhof        | 554                    | 8.20              |
| Oberhofen      | Oberhofen      | 299                    | 3.12              |
| Oeschgen       | Oeschgen       | 853                    | 4.38              |
| Schwaderloch   | Schwaderloch   | 685                    | 2.77              |
| Sisseln        | Sisseln        | 1336                   | 2.52              |
| Sulz           | Sulz           | 1162                   | 12.21             |
| Ueken          | Ueken          | 762                    | 5.10              |
| Wil            | Wil            | 662                    | 7.71              |
| Wittnau        | Wittnau        | 1109                   | 11.25             |
| Wölflinswil    | Wölflinswil    | 846                    | 9.51              |
| Zeihen         | Zeihen         | 921                    | 6.87              |